# Serie A1 1937
Die Saison 1937 war die elfte Spielzeit der Serie A1, der höchsten italienischen Eishockeyspielklasse. Meister wurde zum insgesamt achten Mal in der Vereinsgeschichte der Hockey Club Milano.
Das Format der Meisterschaft wurde völlig verändert. Um jungen Spielern eine Chance zur Teilnahme an der Meisterschaft zu geben, mussten alle teilnehmenden Vereine drei Mannschaften melden, deren Spieler unterschiedliche Kriterien bezüglich ihrer Erfahrung zu erfüllen hatten. Ausländische Spieler wurden vom faschistischen Wintersportverband ausgeschlossen. Aufgrund der genannten Beschränkungen meldeten sich nur die beiden Mailänder Verein, die Associazione Disco Ghiaccio Milano und der HC Diavoli Rossoneri Milano, zur Meisterschaft an.
Die Spiele wurden im Mailänder Eispalast an den Abenden des 3. und 4. März ausgetragen. Am Abend des ersten Tages verweigerte der Verband dem Spieler Otello D’Apollonia vom HC Diavoli Rossneri die Spielgenehmigung, da er kanadischer Herkunft war. Sein Club legte gegen diese Entscheidung Einspruch ein und erklärte, ohne diesen Spieler nicht anzutreten. Das Spiel gegen die erste Mannschaft der ADG wurde als Freundschaftsspiel deklariert. Nach der Ablehnung des Einspruches wurde das Spiel mit 5:0 für die Associazione Disco Ghiaccio Milano gewertet.

## Spiele
Für einen Sieg bekam die erste Mannschaft einen Punkt, die zweite Mannschaft zwei Punkte und die dritte drei Punkte.
| 3. März 1937 | Associazione Disco Ghiaccio Milano Carlo De Mazzeri Franco Rossi | 2:1 (2:0, 0:1, 0:0) 5:0 gewertet | HC Diavoli Rossoneri Milano Otello D’Apollonia | Palazzo del Ghiaccio, Mailand |

| 4. März 1937 | Associazione Disco Ghiaccio Milano II Talamona (24.) Franco Taccani (25.) Arnaldo Fabris (63.) | 3:2 (0:0, 2:1, 0:1, 1:0, 0:0) | HC Diavoli Rossoneri Milano II Giancarlo Bassi (28.) Mara (46.) | Palazzo del Ghiaccio, Mailand |

| 4. März 1937 | Associazione Disco Ghiaccio Milano III Columella (1.) | 1:0 (1:0, 0:0, 0:0) | HC Diavoli Rossoneri Milano III | Palazzo del Ghiaccio, Mailand |

## Endstand
|    | Klub                               | Punkte |
| -- | ---------------------------------- | ------ |
| 1. | Associazione Disco Ghiaccio Milano | 6      |
| 2. | HC Diavoli Rossoneri Milano        | 0      |

## Meistermannschaft
Enrico Calcaterra – Carlo De Mazzeri – Piero Fabris – Hans Lux – Camillo Mussi – Franco Rossi – Carlo Signorini – Giuseppe Timpano – Luigi Venosta